# 广东清远农村商业银行

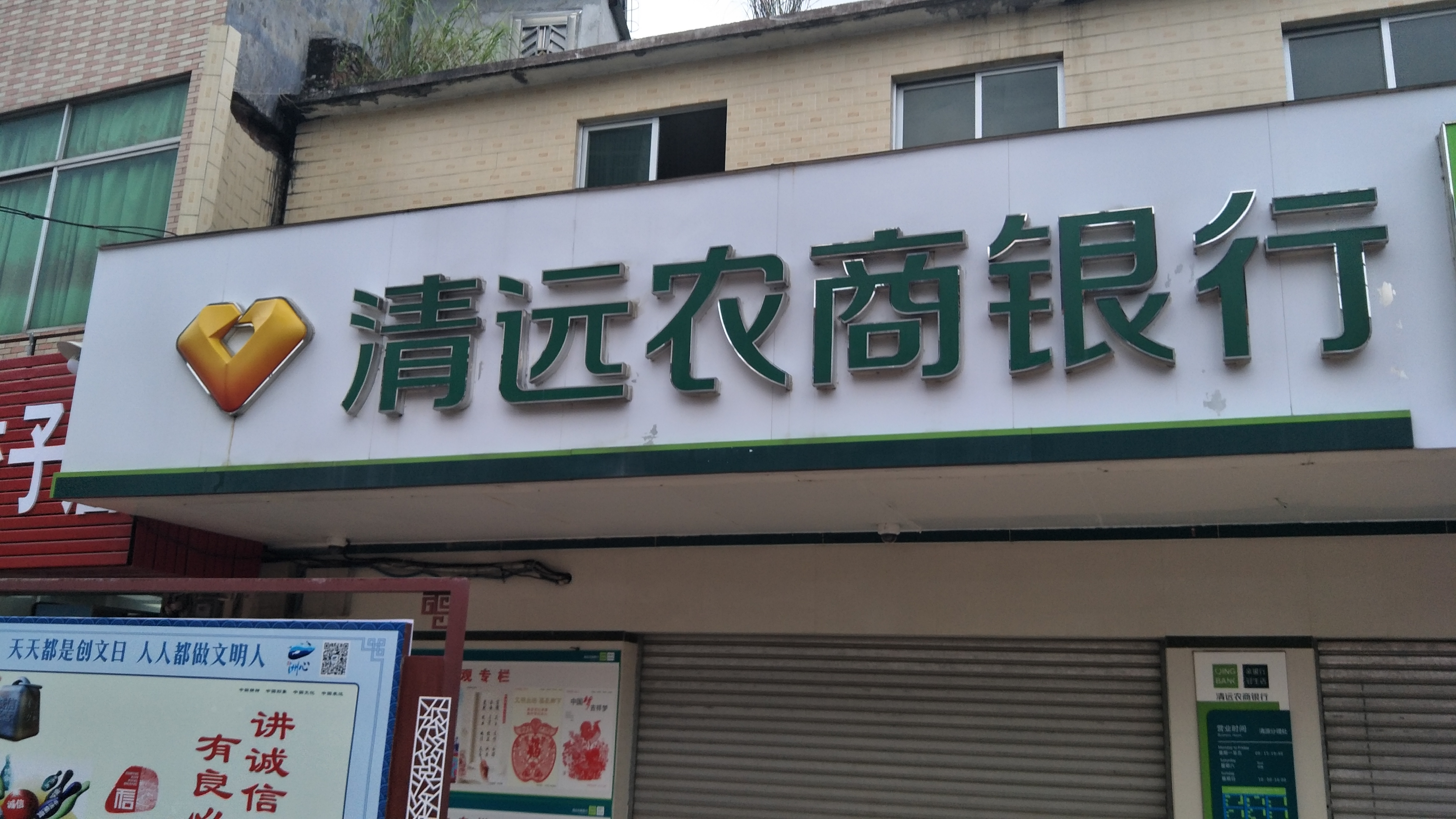
清源分理处

清远农商银行是清远市的一家农村商业银行，也是粤北地区最早改制成立的农村商业银行，2012年10月16日成立，原为始创于1951年的清城区农村信用合作联社。目前全行共有47家网点，员工700余人，是广东农信成员。